# Discaria toumatou
Discaria toumatou là một loài thực vật có hoa trong họ Táo. Loài này được Raoul mô tả khoa học đầu tiên năm 1846.

## Hình ảnh

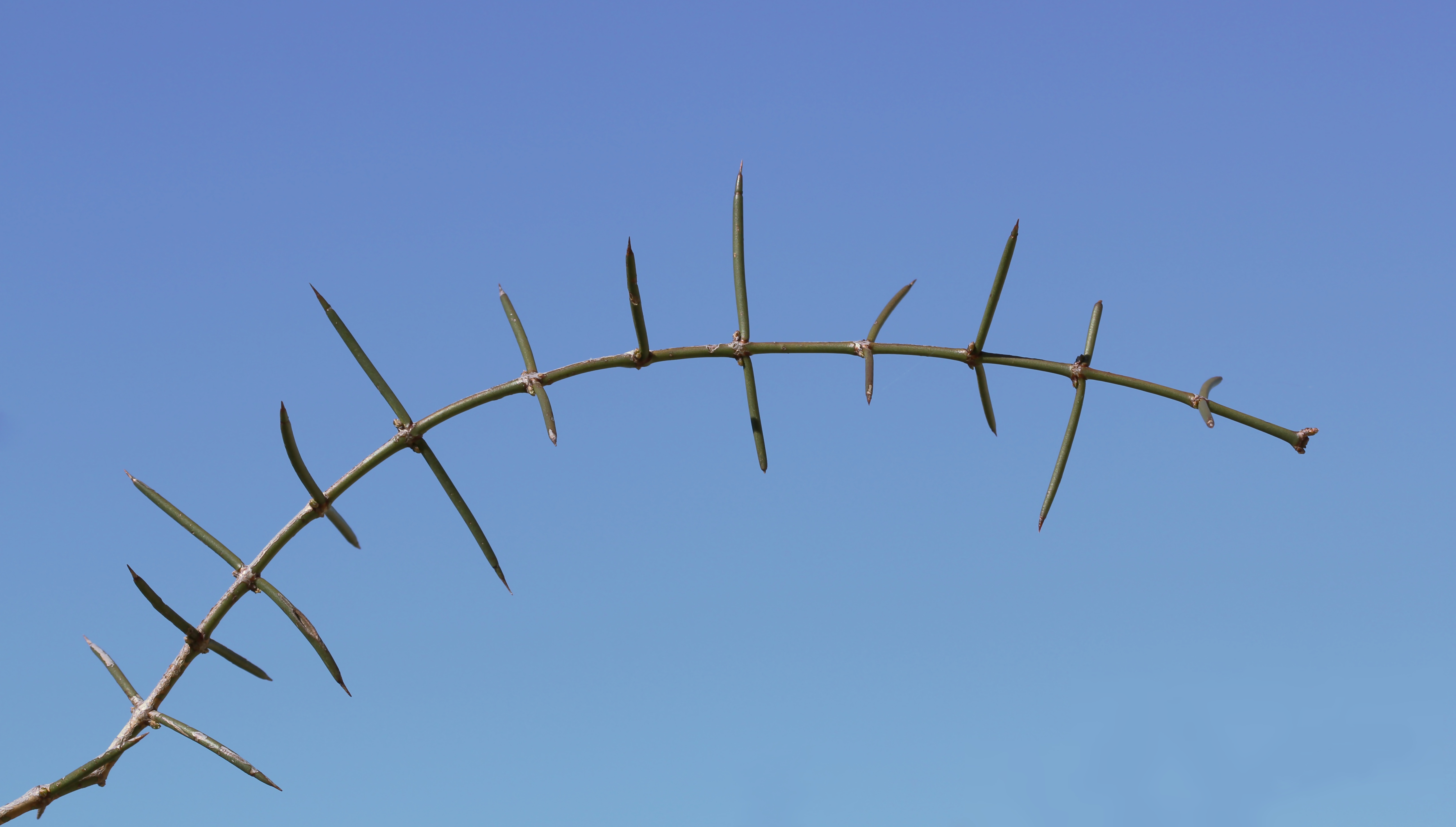
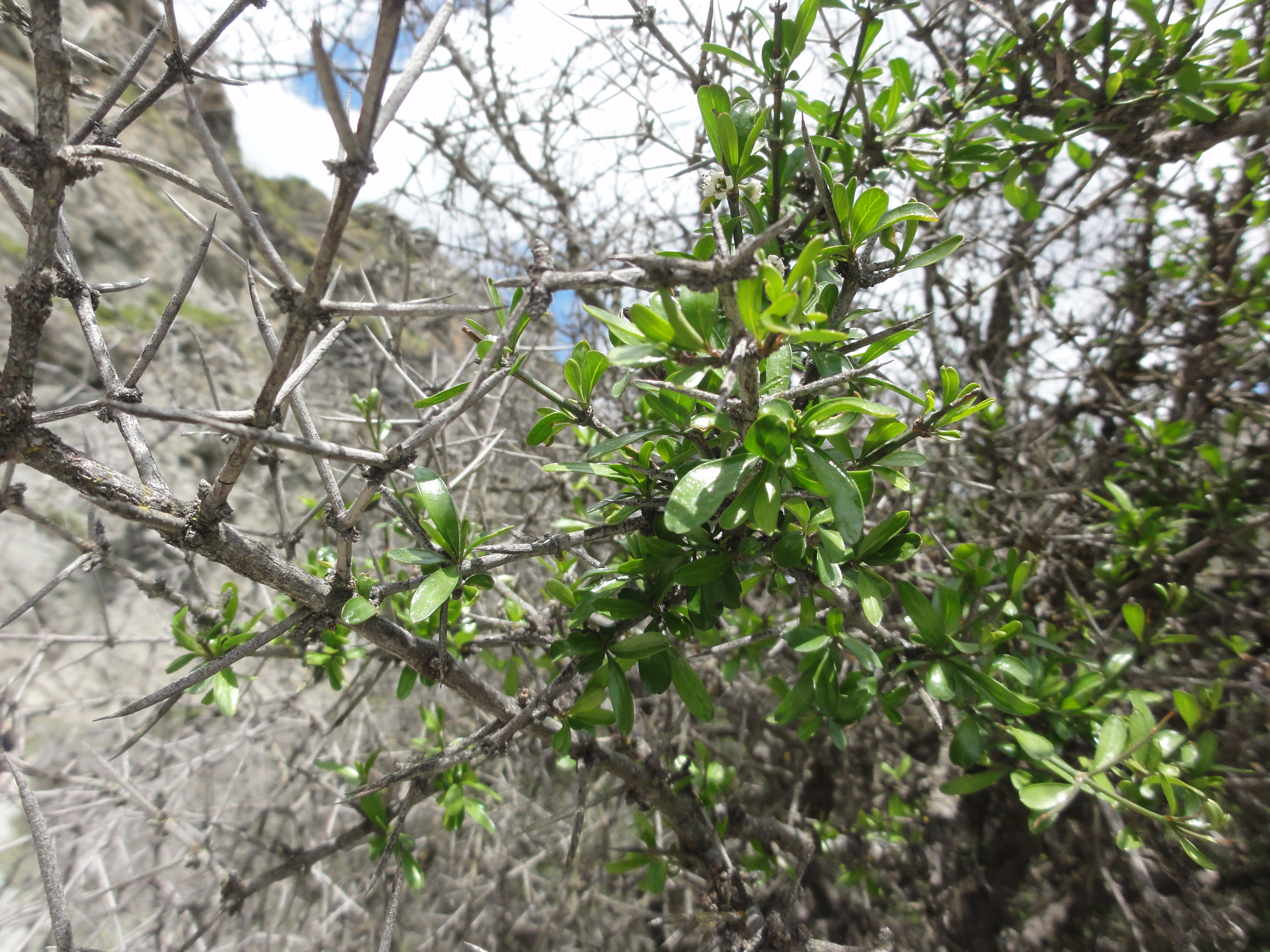
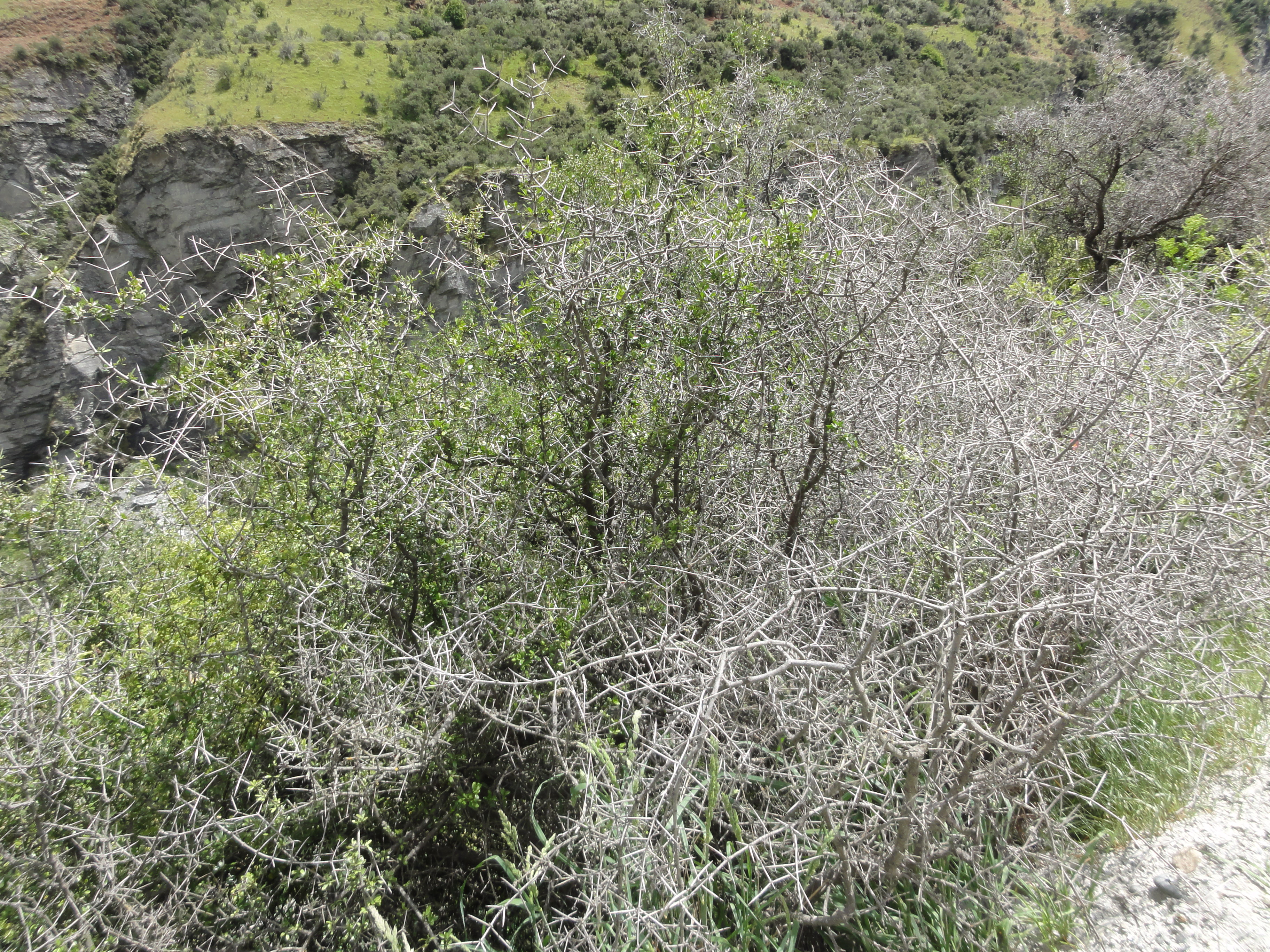